# Гуэн, Ломе
Жан Ломе Гуэн, фр. Jean Lomer Gouin (19 марта 1861, Гронден (Grondines) — 28 марта 1929, Квебек) — квебекский политик, премьер-министр Квебека с 1905 по 1920 г. от Либеральной партии Квебека.

## Молодость
Отец — Жозефа-Нере Гуэн, врач, мать — Серафин Фюжер. Учился в Колледже Сореля, Колледже Леви и в монреальском филиале Университета Лаваля. 2 апреля 1884 г. принят в адвокатскую коллегию Квебека. 24 мая 1888 г. женился на Элизе Мерсье, дочери известного политика Оноре Мерсье. Позднее, в 1930-е гг., их сын Поль Гуэн возглавил партию Национальное либеральное действие. 19 сентября 1911 г. женился вторично, на Алис Амос.

## Политическая карьера
В 1897 г. впервые избран в Законодательную ассамблею Квебека от Либеральной партии Квебека по Монреальскому округу № 2. 3 октября 1900 г. назначен комиссаром (министром) общественных работ в правительстве Симона-Наполеона Парана. Переизбран в 1900 г. 2 июля 1901 г. назначен министром колонизации и общественных работ. Вновь переизбран на выборах 25 ноября 1904 г.
В 1905 г. участвовал в сговоре, в результате которого Паран утратил пост премьер-министра и главы партии, сменив его на обоих постах, которые занимал в 1905—1920 гг., когда его партия последовательно выигрывала выборы в 1908, 1912, 1916 и 1919 г. Хотя в 1908 г. в его собственном монреальском округе № 2 его победил Анри Бурасса, Гуэн смог пройти в парламент Квебека благодаря избирательной системе, которая позволяла выдвигать кандидатуру одновременно в нескольких округах. Во время тех же выборов Бурасса одновременно победил и в другом округе, Сент-Ясент.

## Коррупция: дело Муссо-Берар-Бержевен
В 1914 г. правительство Гуэна потряс скандал Муссо-Берара-Бержевена (Affaire Mousseau-Bérard-Bergevin). Либеральный депутат Жозеф-Октав Муссо (fr:Joseph-Octave Mousseau) наряду с двумя другими депутатами местных законодательных органов от Либеральной партии приняли взятку в обмен на принятие нужного закона.
Полномочия комитета по расследованию были жёстко ограничены данным делом, несмотря на подозрения в существовании разветвлённой системы коррупции. После отставки Муссо и двух других сообщников комитет прекратил свою работу. Многие журналисты, среди которых был Анри Бурасса, жаловались, что комитет не положил конец порочной системе.
Занимая пост премьер-министра Квебека в течение более 15 лет, он стал одним из рекордсменов по длительности пребывания на этом посту. Ушёл в отставку 8 июля 1920 г., уступив пост премьера другому либералу, Луи-Александру Ташро.

## Федеральная карьера
22 июля 1920 г. назначен членом Законодательного совета — верхней палаты Квебекского законодательного собрания — от округа Салаберри, но уже в 1921 г. ушёл в отставку, так и не приступив к исполнению сенаторских обязанностей, и занялся политикой на федеральном уровне.
В ходе общеканадских выборов в декабре 1921 г. был избран депутатом от Либеральной партии Канады в Палату общин по округу Лорье-Утремон, а 29 декабря 1921 г. назначен министром юстиции и генеральным прокурором в правительстве Уильяма Лайона Макензи Кинга. Ушёл в отставку по постоянию здоровья 3 января 1924 г.. В следующих выборах участия не принимал.

## Лейтенант-губернатор Квебека
10 января 1929 г. назначен на должность лейтенант-губернатора Квебека, однако занимал этот пост в течение всего двух месяцев и умер при исполнении обязанностей в г. Квебек 28 марта 1929 г., в тот момент, когда он готовился председательствовать на церемонии объявления перерыва в заседаниях Законодательной ассамблеи.

## Результаты
В 1897 г., когда он попал в парламент, его состояние было весьма скромным, а к 1912 г. Гуэн стал миллионером.
Погрёбен на кладбище Нотр-Дам-де-Неж в Монреале.